# Język lahu
Język lahu – język należący do grupy tybeto-birmańskiej, używany przez członków grupy etnicznej Lahu, zamieszkującej w południowych Chinach, Birmie i Tajlandii.